# أتيناس سان كارلوس
أتيناس دي سان كارولس هو نادي كرة قدم أوروغواني أٌسس عام 1928. يلعب النادي في Uruguayan Segunda División ‏.